# ثابسيا (نبات)
الثابسيا، المعروفة أيضًا باسم "الجزر القاتل"، هي جنس صغير من النباتات السامة التي تنتمي إلى عائلة الخيمية. يتركز تنوع هذه النباتات بشكل أساسي في منطقة غرب البحر الأبيض المتوسط، ويمتد انتشارها إلى السواحل الأطلسية في البرتغال والمغرب. تُستخدم بعض أنواعها في الطب التقليدي.

## الوصف
نبات الثابسيا هي نباتات عشبية معمرة، يتراوح ارتفاعها بين 50 إلى 200 سم. تتميز بنورات كبيرة موزعة بشكل منتظم على هيئة مظلات. تمتلك بذورها أربعة أجنحة، وهي السمة الرئيسية التي تميز هذا الجنس، الذي ينتشر في مناطق البحر الأبيض المتوسط وشبه الجزيرة الأيبيرية وشمال أفريقيا.
الاسم العلمي Thapsia مشتق من الكلمة اليونانية القديمة θαψία (thapsía) التي كانت تُستخدم للإشارة إلى أعضاء هذا الجنس. كان الإغريق يعتقدون أن أصل النبات يعود إلى مدينة تابسوس القديمة في صقلية. يتمتع هذا النبات بتاريخ طويل في الاستخدام ضمن الطب التقليدي القديم؛ فقد استخدمه الجزائريون كمسكن للألم، رغم معرفتهم بخطورته على الإبل. بالإضافة إلى ذلك، كانت مستعمرة قورينا اليونانية تصدّر نباتًا طبيًا يُعرف بـ"السيلفيون"، الذي كان يُستخدم كملين ومقيئ. ورغم الجدل المستمر حول هوية هذا النبات حتى اليوم، يعتقد بعض المؤرخين أن Thapsia garganica قد يكون هو السيلفيون المفقود.

## أبحاث السرطان
تم عزل المركب الكيميائي Thapsigargin من نبات Thapsia garganica. ويوجد دواء اصطناعي مشتق من التابسيغارجين يُعرف باسم "G-202"، وهو حاليًا قيد التجارب السريرية الأولية لعلاج السرطان. تعمل المادة الفعالة على قتل الخلايا السرطانية من خلال تدمير توازن الكالسيوم داخلها. وتبحث شركة التكنولوجيا الحيوية GenSpera, Inc.، التي تقع في سان أنطونيو بولاية تكساس، في طرق لتوصيل التابسيغارجين مباشرة إلى الخلايا السرطانية، مع تقليل الضرر الذي قد يلحق بالخلايا السليمة في جسم المريض.

## البحث المضاد للفيروسات
يُيُنظر الآن إلى المركب الكيميائي Thapsigargin كمضاد محتمل للفيروسات، لاستخدامه ضد فيروس SARS-CoV-2 المسبب لمرض كوفيد-19. ومع ذلك، لم يصل هذا المركب بعد إلى مرحلة التجارب السريرية.

## أنواعه
يوجد حاليًا 20 نوعًا مقبولًا من جنس Thapsia. ومع ذلك، يُعتبر هذا الجنس معقدًا، وقد تختلف تقديرات عدد الأنواع المعترف بها بين الباحثين.
- ثابسيا اسكليبيوم (Thapsia asclepium L.)

- ثابسيا سينيريا (Thapsia cinerea A. Pujadas)
- ثابسيا إلياسي (Thapsia eliasii (Sennen & Pau) Wojew., Banasiak, Reduron & Spalik)
- ثابسيا فويتيدا (Thapsia foetida L.)
- ثابسيا جارجانيكا (Thapsia garganica L.)
- ثابسيا غوميفيرا (Thapsia gummifera (Desf.) Spreng.)
- ثابسيا جيمنيسيكا (Thapsia gymnesica Rosselló & A. Pujadas)
- مطحنة ثابسيا ماكسيما (Thapsia maxima Mill.)
- ثابسيا ميوديس (Thapsia miuodes (Desf.) Guss.)
- ثابسيا الصغرى (Thapsia minor Hoffmanns & Link)
- ثابسيا نستليري (Thapsia nestleri (Soy.-Will.) Wojew., Banasiak, Reduron & Spalik)
- ثابسيا نيتيدا (Thapsia nitida Lacaita)
- ثابسيا بيلاجيكا (Thapsia pelagica Brullo, Guglielmo, Pasta, Pavone & Salmeri)
- ثابسيا بلاتيكاربا (Thapsia platycarpa Pomel)
- ثابسيا سكابرا (Thapsia scabra (Cav.) Simonsen, Rønsted, Weitzel & Spalik)
- ثابسيا سميتي (Thapsia smitii Simonsen, Rønsted, Weitzel & Spalik)
- ثابسيا تينويفوليا (Thapsia tenuifolia Lag.)
- ثابسيا ثابسيويدس (Thapsia thapsioides (Desf.) Simonsen, Rønsted, Weitzel & Spalik)
- ثابسيا ترانس تاجانا (Thapsia trans-tagana Brot.)
- ثابسيا فيلوسا (Thapsia villosa L.)

## معرض الصور

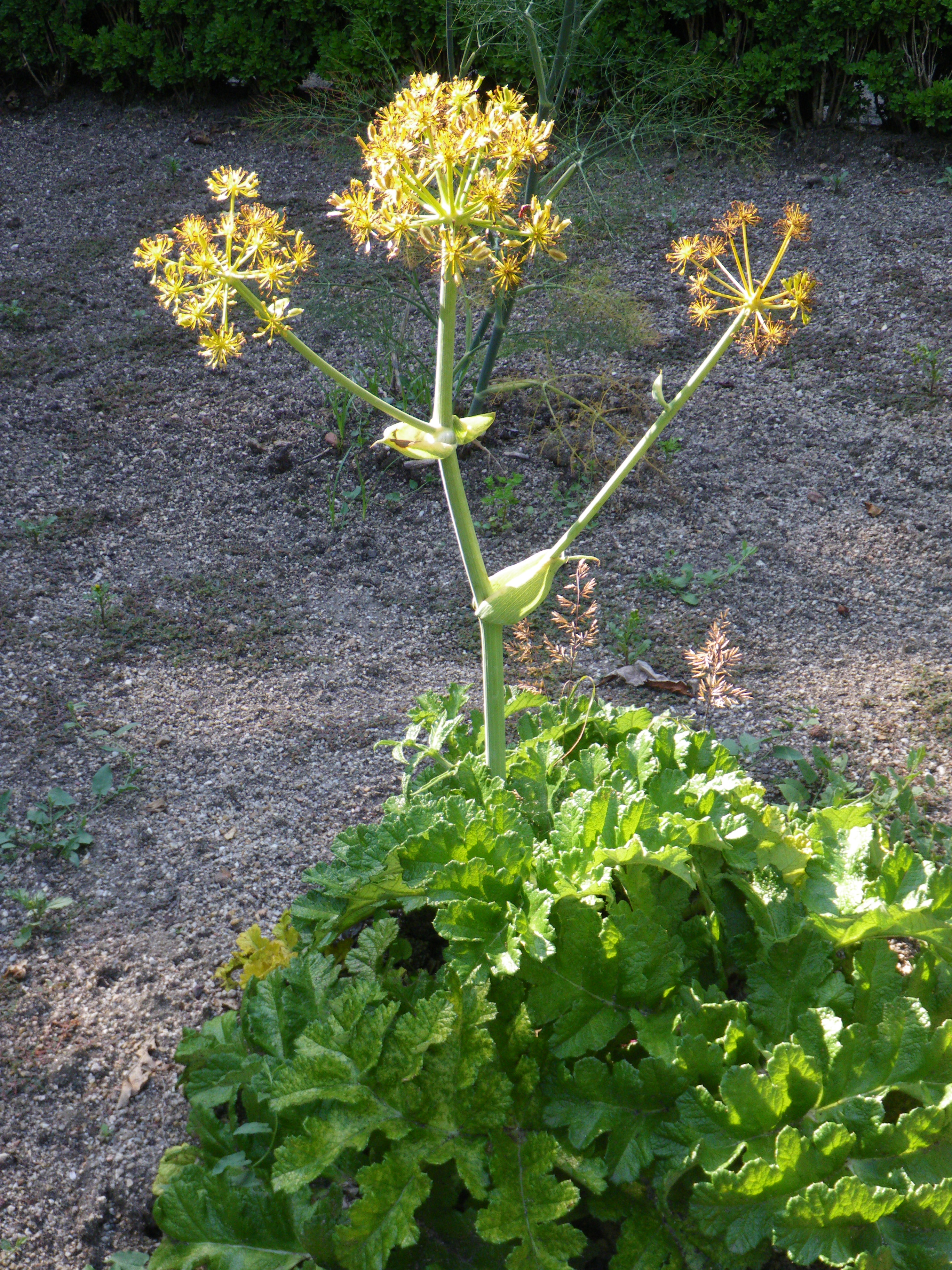
ثابسيا نيتيدا
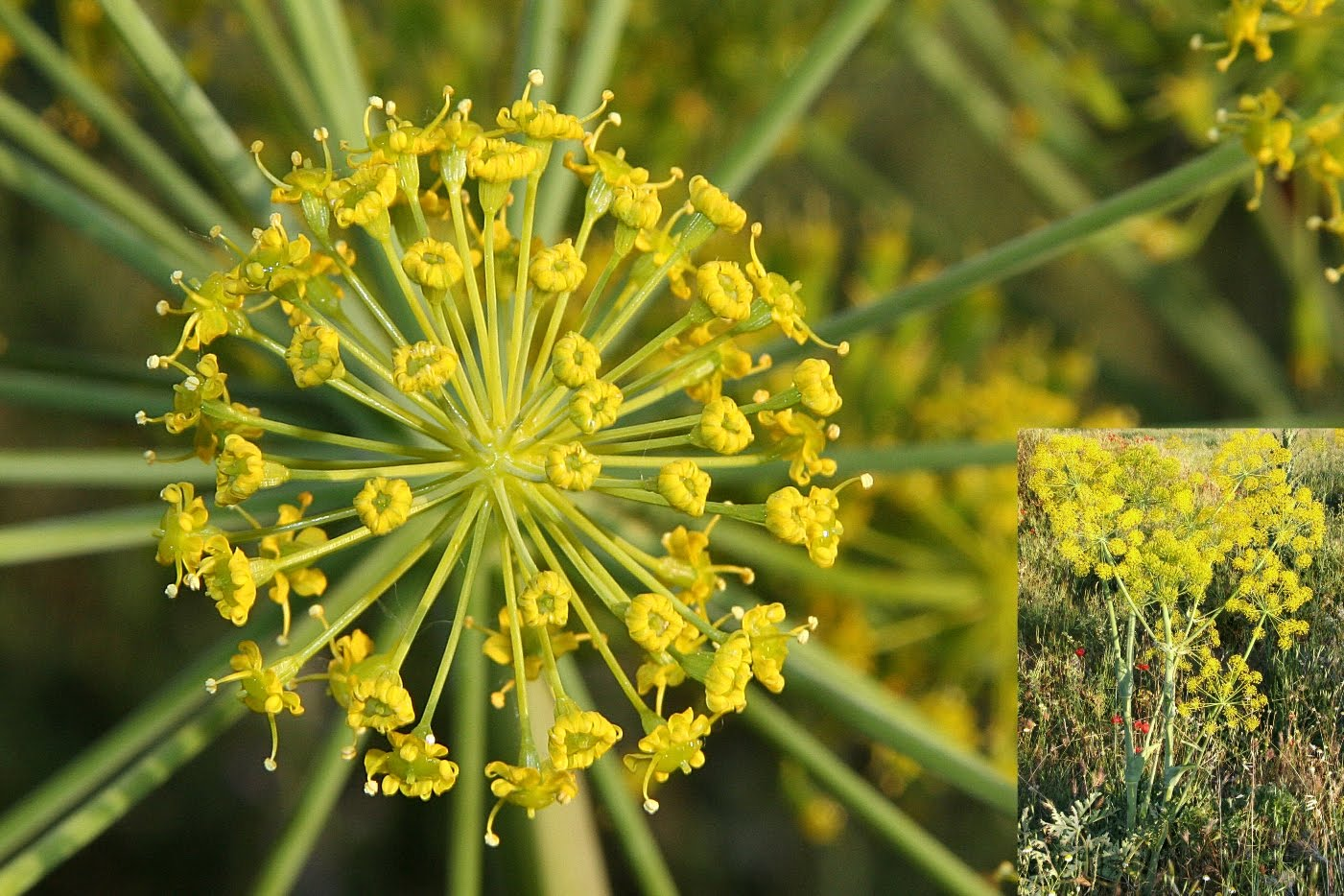
ثابسيا فيلوسا

## روابط خارجية
- المنظمة الدولية لمعلومات النبات (IOPI). "نتائج البحث عن اسم النبات" (HTML). المؤشر الدولي لأسماء النبات. اطلع عليه بتاريخ {{{تاريخ الوصول}}}. {{استشهاد ويب}}: تحقق من التاريخ في: |تاريخ الوصول= (مساعدة)